# Tal para cual (serie de televisión mexicana)
Tal para cual es una serie de televisión de comedia de situación mexicana producida por Reynaldo López para TelevisaUnivision, en el 2022. La serie es una continuación derivada de La hora pico, también producida por López en conjunto con Carla Estrada en el 2000, la cual continua la historia del sketch «Las Nacas». Se estrenó a través de Las Estrellas el 13 de octubre de 2022, como parte del bloque de series de comedias Noche de buenas. El 20 de diciembre de 2022, se anunció la renovación de la serie para una segunda temporada, la cual se estrenó el 20 de agosto de 2023. El 30 de octubre de 2023, se anunció la renovación de la serie para una tercera temporada.
Está protagonizada por Consuelo Duval y Lorena de la Garza como Nacaranda y Nacasia respectivamente, acompañadas por un reparto coral.

## Premisa
Tal para cual sigue la historia de las dos entrañables amigas Nacaranda y Nacasia, que con el paso de los años lograron empoderarse para salir adelante, ahora dedicandose desde la venta de productos milagro por catálogo hasta lo inmaginable y absurdo.
Asimismo, desde los acontecimentos de La hora pico, Nacasia y Nacaranda se modernizaron, pues avances tecnológicos no fueron un obstáculo para ellas, pues están totalmente conectadas y familiarizadas con la vida moderna. Nacaranda dejó de usar el dipcionario, para migrar a la Nakipedia, herramienta que lleva en su telefóno con la que sigue corrigiendo todas las incoreherencias de Nacasia.
Además, Nacaranda y Nacasia no solo estarán solas en sus aventuras personales y de emprendimiento, también las acompañan tanto la familia de Nacaranda: su madre Nacorita (Maribel Fernández «La Pelangocha»), su prima Nacole (Nicole Vale) y su sobrino al cual le guarda cariño como su propio hijo, Hétor (David Salomón); como sus amigos de toda la vida.

## Reparto

### Principales
- Consuelo Duval como Nacaranda Estefanía Cacho Partida
- Lorena de la Garza como Nacasia
- Reynaldo Rossano como Nacolás / LuisMi
- Gustavo Munguía como El Molusco / Paúl Yester
- Javier Carranza como El Costeño
- Hugo Alcántara como El Indio Brayan
- Nicole Vale como Nacole
- David Salomón como Hétor
- Maribel Fernández «La Pelangocha» como Nacorita Partida

### Estrellas invitadas especiales
- Gabriel Soto como Ricardo Fernando Lascuraín
- Lupita Sandoval como Pachita
- Ricardo Fastlicht como Juez
- Emmanuel Palomares como Dónovan[12]
- Paul Stanley como El Patotas[5]
- Herson Andrade como Alberto Catesta / Guillermo del Toro
- Claudio Herrera como Policía[5]
- Roberto Tello como Vendedor de cobijas[5]
- Alfredo Adame como él mismo[13]
- José Eduardo Derbez como Tatu[12][14]
- Carlos Trejo como él mismo[13]
- José Luis Cordero «Pocholo» como Albino
- David Villapaldo como Agente del ministerio público
- María Elena Saldaña como Vidente Fernández[12][15]
- Carlos Bonavides como Diógenes Cacho[16]
- Ferdinando Valencia como Félix Calvo
- Arturo García Tenorio como Don Justo
- Gabriel Varela como Testigo de Greñadol
- Agustín Arana como Paco Gertz
- Yurem Rojas como Salvavidas
- Tamara Henaine como Turista
- Michelle Rodríguez como La Toña[12][17]
- Armando Hernández como Brayan Danielle[17]
- Jorge Van Rankin como Paco Cossio[5][17]
- Edwin Luna como él mismo[18][19]
- Ulises de la Torre como el Sr. Tafolla
- Juan Antonio Edwards como Inspector
- Pepe Magaña como el Sr. Carcamo[20]
- Michel López como Arrendador de gimnasio
- Erika Buenfil como la Sra. Corcuera[21]
- Edson Zúñiga «El Norteño» como el primo de El Costeño
- Ariel Miramontes como Albertano Santacruz[22][23][12]
- Eduardo España como Doña Margara Francisca
- José Elías Moreno como el Dr. Pastrana
- Cynthia Urías como Ella misma
- Sergio DeFassio

## Episodios
| Temporada | Temporada | Episodios | Episodios | Emisión original      | Emisión original         |
| Temporada | Temporada | Episodios | Episodios | Primera emisión       | Última emisión           |
| --------- | --------- | --------- | --------- | --------------------- | ------------------------ |
|           | 1         | 12        | 12        | 13 de octubre de 2022 | 29 de diciembre de 2022  |
|           | 2         | 15        | 15        | 20 de agosto de 2023  | 24 de septiembre de 2023 |
|           | 3         | 15        | 15        | 25 de febrero de 2024 | 24 de marzo de 2024      |

### Primera temporada (2022)
| N.º en serie | N.º en temp. | Título                               | Fecha de emisión original | Audiencia (millones) |
| --- | ------------ | ------------------------------------ | ------------------------- | -------------------- |
| 1 | 1            | «La boda de Nacaranda»               | 13 de octubre de 2022     | 1.6                  |
| Nacasia y Nacaranda van en busca de obtener un financiamiento a un programa de televisión llamado el “Charco de los Cocodrilos” para poner un negocio, sin embargo, a pesar de no lograr su objetivo, el famoso empresario Ricardo Fernando Lascuráin (Gabriel Soto) pone los ojos en Nacaranda. Nacaranda recibe el anillo de compromiso por parte de Ricardo, acción que preocupa a su madre y amigos por saber cuál será la reacción del magnate hombre al conocer el gran secreto de Nacaranda. Nacasia intenta decirle a Nacaranda que el Richi no tiene buenas intenciones con ella, sin embargo, Nacaranda piensa que es la envidia que tiene su amiga de verla feliz, por lo que deciden cortar su entrañable amistad. Durante el acto de ceremonia, Nacasia interrumpe la boda de su mejor amiga, explicando todo lo que escuchó noches anteriores en donde el Richi planeaba culpar a Nacaranda de un fraude. |              |                                      |                           |                      |
| 2 | 2            | «El perfume»                         | 20 de octubre de 2022     | 1.6                  |
| Nacasia está muy nerviosa de conocer a Neymar, un chico que será su cita amorosa. Sin embargo, Nacaranda recibe de su jefa un perfume para atraer a los hombres, mismo que es ocupado por Nacasia para conseguir que un chico guapo se fije en ella. Nacasia genera una disputa entre hombres de un club nocturno al ponerse el perfume ‘atrapa hombres’. Nacasia manda al Nacolas a quitarle el perfume ‘Cuahu’ a Nasasia. Sin embargo, en vez de dárselo, él miente y se queda con la fragancia para ser el atractivo principal de todos las chicas de la colonia. |              |                                      |                           |                      |
| 3 | 3            | «No jalen que descobijan»            | 27 de octubre de 2022     | 1.7                  |
| Nacasia y Nacaranda ven la oportunidad de ganar dinero en la venta de cobijas, el problema es que no tienen capital para invertir, por lo que buscarán quién les preste dinero. Después de que el banco les negara el préstamo de 50 mil pesos a Nacasia y Nacaranda, esta última acepta la ayuda de su madre y empeña las joyas familiares para conseguir capital y así abrir su negocio de cobijas. El negocio de las cobijas de Nacasia y Nacaranda se convierte en un fracaso, al no lograr vender ninguna pieza. A pesar de ello, no todo esta perdido, ya que el indio Brayan les dará una idea que podría ayudar a elevar las ventas. Nacasia y Nacaranda le venden todo el lote al indio Brayan, quien se aprovecha de la situación y se las compra a un precio más barato. Lo que no saben, es que esas cobijas son robadas y cómo tal, son productos ilegales.                                                |              |                                      |                           |                      |
| 4 | 4            | «El tatuaje fantasma»                | 3 de noviembre de 2022    | 1.4                  |
| La mamá de la Nacaranda busca ayuda con un problema paranormal, por lo que pedirá ayuda del Costeño y de Nacasia y la Nacaranda para poder acabar con ellos. |              |                                      |                           |                      |
| 5 | 5            | «Nacaranda... yo soy tu padre»       | 10 de noviembre de 2022   | 1.6                  |
| Nacaranda esta dispuesta a buscar a su padre biológico por cielo mar y tierra. Así tenga que llegar a las últimas consecuencias. Después de ir con El Molusco, a la cantina, a la delegación y no encontrar respuesta del paradero de su padre, Nacaranda se pone muy triste por no dar con él. En un acto de desesperación y como último recurso para encontrar a su padre, Nacaranda busca ayuda en una vidente quien le dice que su papá ya se encuentra en el panteón. Pensando que su papá había fallecido, Nacaranda asiste al panteón para encontrar la tumba de su papá, pero lejos de eso, se entera de que su padre es el enterrador de los fallecidos y por eso se encuentra en el cementerio. |              |                                      |                           |                      |
| 6 | 6            | «El tiro por la culata»              | 17 de noviembre de 2022   | 1.6                  |
| Nacasia recibe una llamada en la cual le informan que ha sido ganadora de una camioneta, sin embargo, Nacaranda sospecha que es un fraude y decide cancelar supuesto premio por el bien de su amiga. Nacasia y Nacaranda asisten a una conferencia para convertirse en vendedoras de un champú especial para el crecimiento de cabello. Sin embargo, el conferencista no da la suficiente confianza. Al conseguir una lista importante de clientes, ahora deberán conseguir el capital para pagar el producto y poder vender el famoso producto «Greñadol». Después de juntar 30 mil pesos y darlos como adelanto para obtener el producto de Greñadol, Nacasia y Nacarada son estafadas y ahora deben el producto o el dinero a todos sus clientes. |              |                                      |                           |                      |
| 7 | 7            | «Estrella por un día»                | 24 de noviembre de 2022   | 1.4                  |
| Mientras Nacasia y Nacaranda sostiene una reunión con sus amigos y hablan de películas, Nacaranda actúa una película que le gusto mucho ver, sin darse cuenta de que era vista por un cazatalentos de la cinematografía. A Nacasia y Nacarada se les sube la fama por solo tener una entrevista con el cineasta «Del Toro», haciendo que Nacaranda pierda el piso. Nacaranda y sus amigos festejan su logró de ser aceptada en la próxima película de «Del Toro», sin embargo, su actitud cambia por completo. Después de alardear que sería la estrella de la película, los amigos de Nacaranda quedan decepcionados de su actuación. |              |                                      |                           |                      |
| 8 | 8            | «Juntos pero no revueltos»           | 1 de diciembre de 2022    | 1.7                  |
| - Nota: Este episodio es un crossover con 40 y 20. |              |                                      |                           |                      |
| 9 | 9            | «El que tenga tienda que la atienda» | 8 de diciembre de 2022    | 1.9                  |
| 10 | 10           | «Los golpes de la vida»              | 15 de diciembre de 2022   | 1.7                  |
| 11 | 11           | «Es tu perro y tú lo bañas»          | 22 de diciembre de 2022   | 1.3                  |
| Nacasia y Nacaranda se ofrecen a cuidar de Pupi, la mascota de la señora Corcuera, pero esto requiere de impecable atención. Nacasia y Nacaranda reciben un ultimátum por tener a mascotas en la casa, hecho que está prohibido en el vecindario. Ahora necesitan un nuevo hogar para Pupi. Nacolás extravía a la mascota de la señora Corcuera y esto mete en severos problemas a Nacasia y Nacaranda, por no cuidar bien del animal. La señora Corcuera está de vuelta en México y al ir por su mascota, descubre que esta desapareció. Después de una exhaustiva búsqueda, Pupi aparece, pero con una sorpresa. |              |                                      |                           |                      |
| 12 | 12           | «Corazón de vecindad»                | 29 de diciembre de 2022   | 2.1                  |
| Nacarada llora desconsoladamente por El Vítor y el Dr. Pastrana detecta que ella tiene un cuadro depresivo, por lo que le recomienda seguir el dicho: «Un clavo saca a otro clavo». Nacaranda intenta distraerse con la televisión y descube que Albertano dará un concierto en Nacotitlán. Durante el show, Nacaranda corre con suerte y obtiene la posibilidad de tomarse una selfie con Albertano. Nacaranda comienza a coquetear con Albertano y se desmaya al intentar tomarse la selfie con él. Nacaranda le presenta a sus amigos a Albertano, pero El Costeño le recuerda que El Vítor es su mejor amigo y no pude romper el código del honor. Nacaranda le presentó a Albertano al pequeño Hétor y le menciona que su relación también incluye a Nacasia, Nacole y Nacorita. Albertano les informa a los amigos de Nacaranda que no habrá boda, pero ellos tienen una brillante idea.                          |              |                                      |                           |                      |

### Segunda temporada (2023)
| N.º en serie | N.º en temp. | Título                               | Fecha de emisión original | Audiencia (millones) |
| ------------ | ------------ | ------------------------------------ | ------------------------- | -------------------- |
| 13           | 1            | «El empapadas»                       | 20 de agosto de 2023      | —                    |
| 14           | 2            | «Superhéroe»                         | 20 de agosto de 2023      | —                    |
| 15           | 3            | «La herencia»                        | 20 de agosto de 2023      | —                    |
| 16           | 4            | «El billete»                         | 27 de agosto de 2023      | —                    |
| 17           | 5            | «El rey del disfraz»                 | 27 de agosto de 2023      | —                    |
| 18           | 6            | «El cantante en bruto»               | 27 de agosto de 2023      | —                    |
| 19           | 7            | «El Hipnotista»                      | 3 de septiembre de 2023   | —                    |
| 20           | 8            | «Coach de vida»                      | 3 de septiembre de 2023   | —                    |
| 21           | 9            | «El rey del sabor»                   | 10 de septiembre de 2023  | —                    |
| 22           | 10           | «El tío Aristeo»                     | 10 de septiembre de 2023  | —                    |
| 23           | 11           | «Cocina de barrio»                   | 10 de septiembre de 2023  | —                    |
| 24           | 12           | «El abuelo Don Remigio»              | 17 de septiembre de 2023  | —                    |
| 25           | 13           | «El mago de tos»                     | 17 de septiembre de 2023  | —                    |
| 26           | 14           | «La criatura que destruirá al mundo» | 17 de septiembre de 2023  | —                    |
| 27           | 15           | «Hasta que se me hizo»               | 24 de septiembre de 2023  | —                    |

### Tercera temporada (2024)
| N.º en serie | N.º en temp. | Título                            | Fecha de emisión original | Audiencia (millones) |
| ------------ | ------------ | --------------------------------- | ------------------------- | -------------------- |
| 28           | 1            | «Supersticiones»                  | 25 de febrero de 2024     | —                    |
| 29           | 2            | «El greñas locas»                 | 25 de febrero de 2024     | —                    |
| 30           | 3            | «De subida y de bajada»           | 25 de febrero de 2024     | —                    |
| 31           | 4            | «Apantallados del cine nacional»  | 3 de marzo de 2024        | —                    |
| 32           | 5            | «Mi niña»                         | 3 de marzo de 2024        | —                    |
| 33           | 6            | «El sol sale para todos»          | 3 de marzo de 2024        | —                    |
| 34           | 7            | «Nacasia no está, Nacasia se fue» | 10 de marzo de 2024       | —                    |
| 35           | 8            | «Las Planiabodas»                 | 10 de marzo de 2024       | —                    |
| 36           | 9            | «La Geniuda»                      | 10 de marzo de 2024       | —                    |
| 37           | 10           | «Nuevos Inquilinos»               | 17 de marzo de 2024       | —                    |
| 38           | 11           | «Clases de Historia»              | 17 de marzo de 2024       | —                    |
| 39           | 12           | «La Vampira Sangrienta»           | 17 de marzo de 2024       | —                    |
| 40           | 13           | «La eterna juventud»              | 24 de marzo de 2024       | —                    |
| 41           | 14           | «Sueños guajiros»                 | 24 de marzo de 2024       | —                    |
| 42           | 15           | «Las estatuas de marfil»          | 24 de marzo de 2024       | —                    |

## Producción
A finales de marzo de 2022, Reynaldo López anunció los planes para llevar a cabo una serie derivada de La hora pico centrada en los personajes interpretados por Consuelo Duval y Lorena de la Garza, Nacaranda y Nacasia respectivamente. Originalmente, el estreno de la serie se tenía llevado a cabo para la plataforma de streaming de TelevisaUnivision, Vix, sin embargo, se decidió que la serie se estrenaría a través de Las Estrellas. La producción de la serie inició rodaje el 13 de mayo de 2022, teniendo como padrino de inicio de grabaciones al actor Gabriel Soto, quién realizó una participación en la historia.

## Audiencias
| Temporada | Horario (CT)            | Episodios | Primera emisión       | Primera emisión      | Última emisión          | Última emisión       | Prom. de espectadores (millones) |
| Temporada | Horario (CT)            | Episodios | Fecha                 | Audiencia (millones) | Fecha                   | Audiencia (millones) | Prom. de espectadores (millones) |
| --------- | ----------------------- | --------- | --------------------- | -------------------- | ----------------------- | -------------------- | -------------------------------- |
| 1         | Jueves 23:00 - 23:30 h. | 12        | 13 de octubre de 2022 | 1.6                  | 29 de diciembre de 2022 | 2.1                  | 1.6                              |